# Asedio de Kampili
El asedio de Kampili fue un enfrentamiento militar librado en 1326-1327 entre las fuerzas del Sultanato de Delhi y las del reino hindú de Kampili. El sultán de Delhi, Muhammad bin Tughluq, envió una expedición contra dicho reino para expandir sus dominios al sur del subcontinente indio. La campaña, dirigida por el general Malik Zada, consiguió apoderarse de Kampili, siendo un gran éxito para el sultán.

## Antecedentes
El Reino de Kampili sido fundado por Singeya Nayaka-III, quien recibió a numerosos guerreros télugus y maharastrianos que huían del norte del Decán al sur, especialmente desde los dominios de los seunass, por los ataques del sultanato en 1296, 1308 y 1317. Muchos se asentaron en el valle del río Tungabhadra, que se volvió el núcleo del nuevo «estado-guerrero».
El sultán de Delhi, Muhammad bin Tughluq, era un hombre ambicioso que realizó muchas reformas administrativas y deseaba expandir su sultanato a través de conquistas en el Decán. Kampili, por sus recursos y ubicación estratégica, era un objetivo importante. El conflicto se caracterizó por intensos combates y maniobras estratégicas mientras ambos bandos buscaban obtener la ventaja.

## Asedio
Bajo el mando del general Malik Zada, las fuerzas del sultanato partieron de Delhi con rumbo al sur. Se desarrolló una feroz batalla en Chitradurga, que acabó en una matanza despiadada de numerosos soldados del ejército de Kampili. Las fuerzas islámicas gozaban de una amplia superioridad numérica. Durante el conflicto el rey Kampilideva y su hijo Kumara Rama fueron capturados y ejecutados sin consideración, lo que significó el final de su reino. Antes de caer la capital, la reina local y miles de mujeres cometieron un suicidio masivo (jauhar). La ciudad fue ocupada y el reino anexado.

## Consecuencias
El asedio fue un episodio importante de la historia de la India meridional, dando forma a las dinámicas de poder que surgieron en la zona durante el siglo XIV. Durante la campaña fueron capturados dos hermanos, Harihara y Bukka Raya, quienes fueron llevados a Delhi y se convirtieron al islam. En 1336 crearon un reino poderoso cuya capital fue Vijayanagara. Este reino también tuvo su núcleo en el valle del Tungabhadra y logró lo que Kampili no pudo, establecer en el río Krishná un límite a la expansión islámica hacia el sur. Según el historiador Nilakanta Sastri, fue el reino hindú más militarizado en la historia.